# 马莱塔布勒
马莱塔布勒（法語：Malétable，法語發音：[maletabl] ⓘ）是法国奥恩省的一个旧市镇，属于莫尔塔涅欧佩什区。2016年1月1日，马莱塔布勒和相邻的另外7个市镇合并为新市镇隆尼莱维拉日（Longny les Villages）。

## 地理
马莱塔布勒（48°33'57"N, 0°41'59"E）面积4.89 平方千米，位于法国诺曼底大区奧恩省，该省份为法国西北部内陆省份，北起顺时针与卡爾瓦多斯省、厄尔省、厄尔-卢瓦省、萨尔特省、马耶讷省和芒什省接壤。
与马莱塔布勒接壤的市镇（或旧市镇、城区）包括：洛姆沙蒙多、欧特伊、隆尼莱维拉日、穆利桑、图鲁夫尔欧佩什。
马莱塔布勒的时区为UTC+01:00、UTC+02:00（夏令时）。

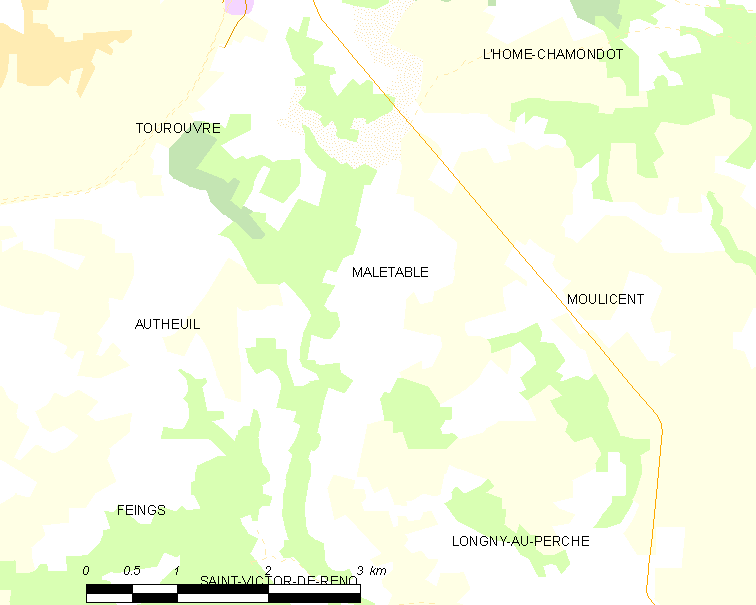
马莱塔布勒的OSM定位图

## 行政
马莱塔布勒的邮政编码为61290，INSEE市镇编码为61247。

## 政治
马莱塔布勒所属的省级选区为图鲁夫尔欧佩什县。

## 人口

1962-2008年间马莱塔布勒人口变化图示

马莱塔布勒于2018年1月1日时的人口数量为112人。